# Opharus
Opharus é um gênero de traça pertencente à família Arctiidae.